# Церква святого священномученика Йосафата (Жовква)
Церква святого священномученика Йосафата — чинна церква УГКЦ (давніше костел Внебовзяття Найсвятішої Діви Марії домініканського монастиря) міста Жовкви (Львівська область). Вибудований у стилі бароко XVII—XVIII ст.

## Історія
На цьому місті існувала дерев'яна каплиця Внебовзяття Пресвятої Діви Марії (двічі постраждала від пожежі). По смерти сина Марека Собеського на війні його мати Софія Теофіла започаткувала будівництво нового костелу у Жовкві у 1652 року. Новозбудований костел було віддано в опіку ченцям Ордену Проповідників (Домініканцям). Після руйнації внаслідок пожеж, воєн було проведено відновлення за сприяння Якуба Людвіка Собеського.
Келії Домініканського чоловічого монастиря (кляштор) постали у 1754–1792 роках. У 1792 році фасади костелу набули форм, збережених донині.
У 1772 році Річ Посполиту вперше розділили войовничі сусідні держави — Галичину включили до складу Австро-Угорської імперії. Широко проведена наприкінці XVIII ст. конфіскація земель та маєтків католицької церкви зачепила Галичину: в Жовкві австрійська влада наприкінці XVIII ст. конфіскувала будови жіночого монастиря, розмістила там військовий шпиталь. У Домініканського чоловічого монастиря відібрали лише допоміжні приміщення. Костел двічі постраждав від пожеж.
На початку XX ст. край ненадовго підпав під управління Польщі, яка відновила державність. Костел ремонтують, художник Кароль Політинський відновлює знищений стінопис у 1903–1927 рр.
У роки Другої світової війни будівля збереглася. За часів СРСР монастир віддано радянським військовим, де мешкали полкові казарми, катівня та склади.
У часи швидкого розвалу СРСР монастир, напівзруйнований костел віддали українській греко-католицькій громаді. Приблизно з цього періоду розпочали тут реставрацію того, що збереглося та пристосування колишнього католицького костелу до нових вимог.

## Опис
Вважають, що костел побудовано за взірцем базиліки міста Неаполь, Італія. Суворі, дещо спрощені форми споруди — свідоцтво оборонної архітектури. Монастир домініканів прилягав до оборонного муру Жовкви, при нагоді міг бути використаний як фортечне укріплення. Костел зального типу з мало розвиненим трансептом. На перехресті нави та короткого трансепту зовні — відсутній купол, його місце займає сигнатурка. Фасади прикрашені лише вікнами, пілястрами, карнизом.

### Два барокові надгробки
У трансепті, ближче до вівтаря, привертають увагу два барокові надгробки, збережені, реставровані.
Надгробок Марека Собеського — кенотаф, тобто почесне пусте поховання. Мати викупила його тіло після страти козаками в полоні; надала кошти для створення поховання загиблому синові (тепер рештки Марека Собеського є у Домініканському монастирі Кракова). Обидва надгробки створені за єдиною схемою. Перед бароковим порталом — постамент з поховальною урною. Поряд з урною — дві алегоричні фігури. На надгробку Марека — Мужність та Благочестя з церквою в руці, понизу — військова арматура (списи, гармати, похилені прапори, гарматні ядра).
Надгробок Софії Теофілії Данилович має алегоричні фігури Скорботи та Доброчинности, понизу орел з короною на ознаку приналежності Софії Теофілії до королівського роду.

### Стінописи
Стінописи XVII–XVIII століть зруйновані в пожежах, збережені рештки. Краще збережені стінописи 1903–1927 рр., частково перемальовані в останні роки. Поряд з Богородицею намальвано образ святого священномученика Йосафата, якому зараз присвячено церкву. Реставровані колишні герби в інтер'єрі разом із гербами Собеських, Даниловичів, Гербуртів — усіх жертводавців колишнього Домініканського монастиря.

## Усипальниця
Були поховані:
- Марек Собеський
- серце королевича Константія Владислава Собєського.[3]

## Галерея

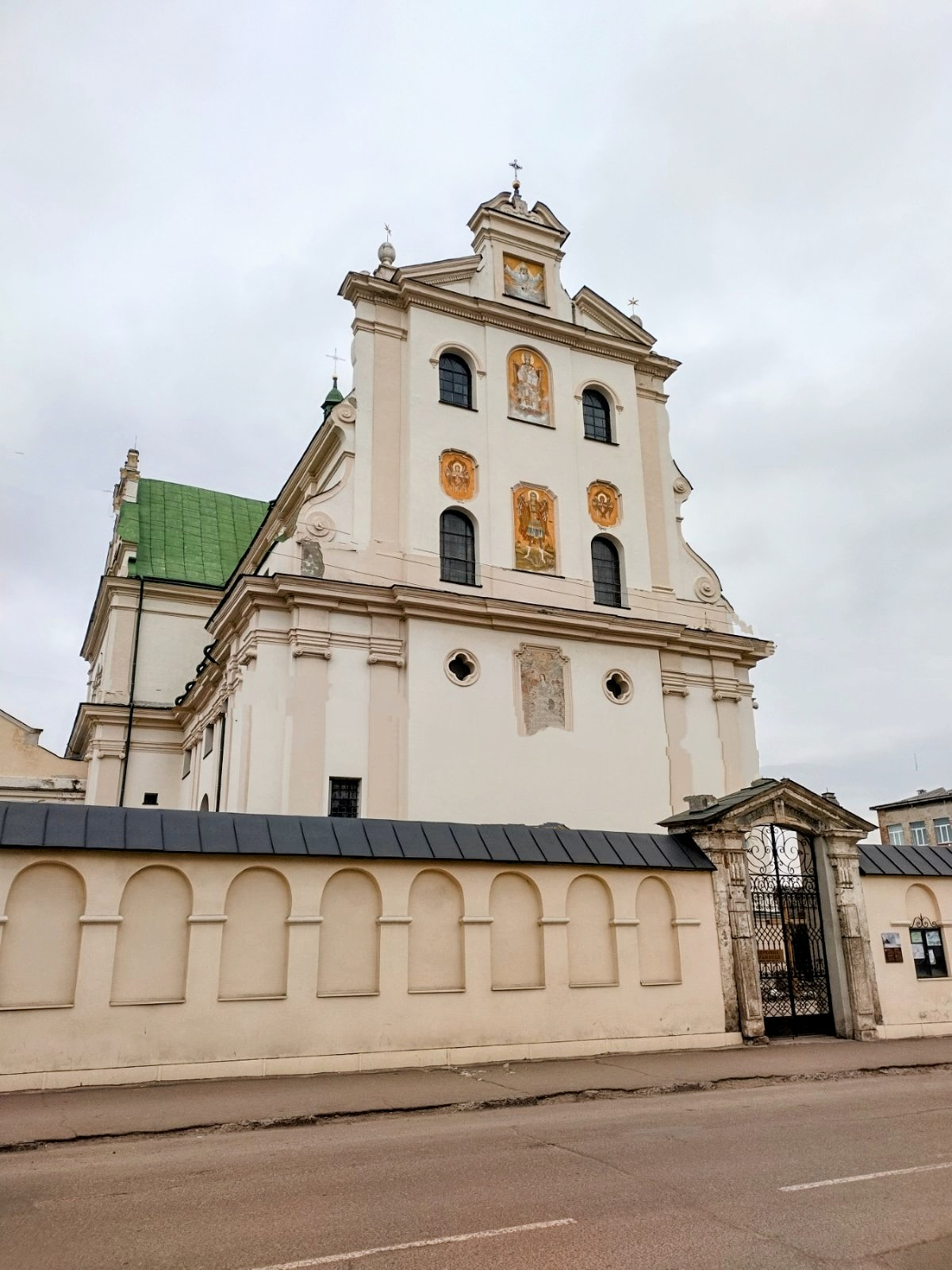
Головний фасад
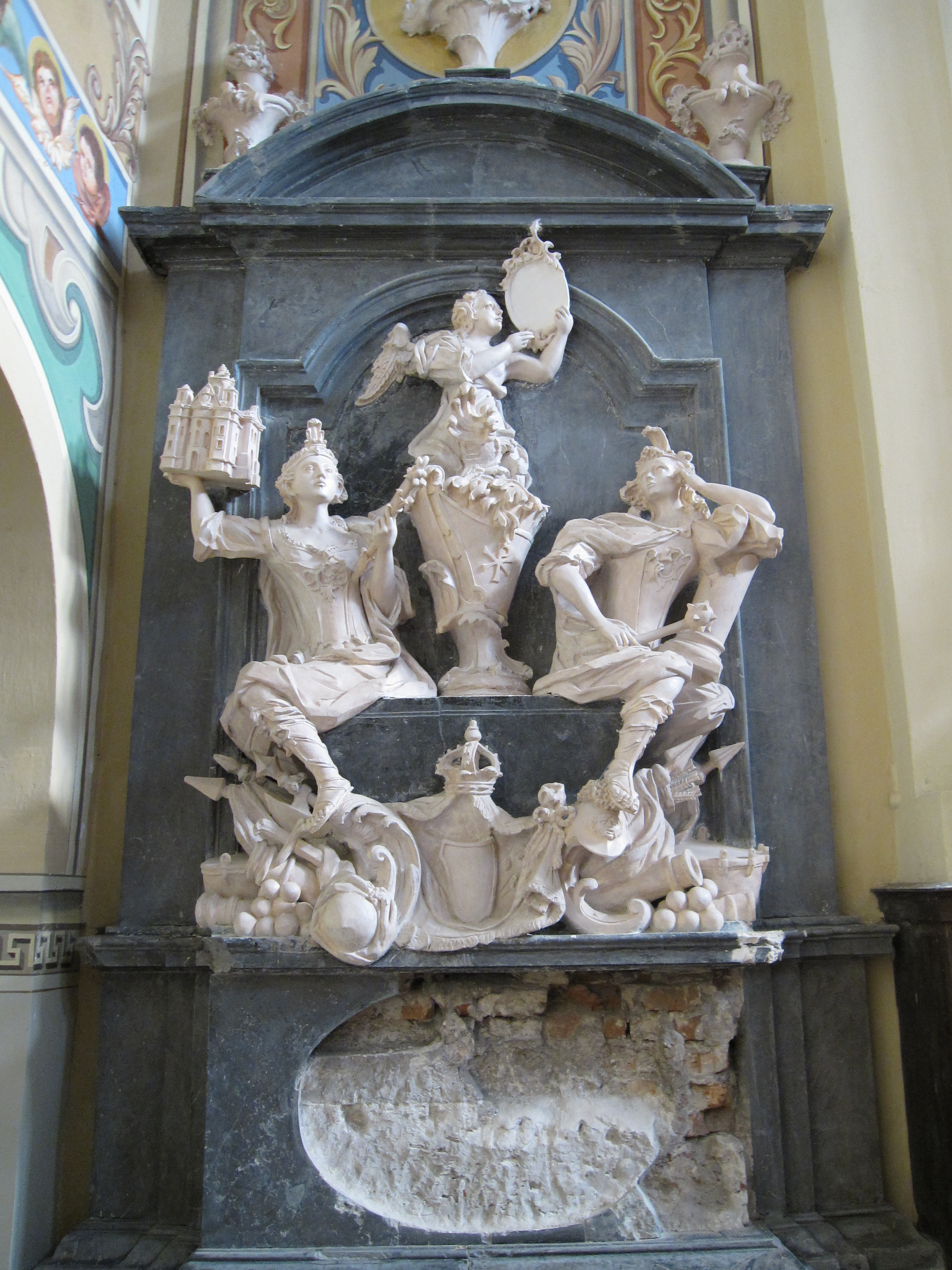
Надгробок Марека Собеського (автор - Андреас Шлютер)